# هتل شیلا
هتل شیلا (انگلیسی: Hotel Shilla) شرکت مهمان‌نوازی کره‌ای است، که در سال ۱۹۷۹ تأسیس شد و هم‌اکنون زیرمجموعه‌ای از گروه سامسونگ می‌باشد.